# Forcipomyia sibirica
Forcipomyia sibirica är en tvåvingeart som först beskrevs av Buyanova 1962.  Forcipomyia sibirica ingår i släktet Forcipomyia och familjen svidknott. Inga underarter finns listade i Catalogue of Life.